# 이본 미첼
이본 미첼(Yvonne Mitchell, 1915년 7월 7일 ~ 1979년 3월 24일)은 잉글랜드의 배우이다.

## 출연 작품
- 인크레더블 사라 (1976)
- 사랑은 영원히 (1972)
- 징기스칸 (1965)
- 사파이어 (1959)
- 타이거 베이 (1959)
- Woman in a Dressing Gown (1957)
- 일드 투 더 나이트 (1956)